# Sarcophaga pterygota
Sarcophaga pterygota är en tvåvingeart som beskrevs av Thomas 1949. Sarcophaga pterygota ingår i släktet Sarcophaga och familjen köttflugor. Inga underarter finns listade i Catalogue of Life.